# Stanislav Galić
Stanislav Galić (in serbo Станислав Галић?; Banja Luka, 12 marzo 1943) è un generale serbo, è stato un comandante  delle truppe serbo-bosniache in Bosnia (Corpo Romanija).
Stanislav Galić nacque nel paese di Goleš nel municipio di Banja Luka nella attuale Bosnia ed Erzegovina. Prima dello scoppio del conflitto era un ufficiale nella Armata Popolare di Jugoslavia.
Il 7 settembre 1992 divenne il comandante del corpo detto Sarajevo-Romanija , un'unità dell'Esercito della Repubblica Srpska deputato all'Assedio di Sarajevo. Galić rimase comandante dell'unità fino al 10 agosto 1994 quando venne sostituito da Dragomir Milošević. All'interno del ERS aveva il rango di Maggior Generale e comandava 18.000 uomini divisi in 10 brigate.

## Processo
Stanislav Galić venne arrestato dalla SFOR il 20 dicembre 1999 e trasferito all'Aia per affrontare il processo del Tribunale penale internazionale per l'ex-Jugoslavia.
Il processo iniziò il 3 dicembre 2001 e si concluse il 5 dicembre 2003 con una condanna a 20 anni di reclusione. Il tribunale stabilì che Stanislav Galić fu responsabile dei seguenti reati:
- Omicidio
- Azioni inumane
- Atti di violenza commessi per diffondere il terrore fra i civili

Si è appellato alla sentenza e il Tribunale ha mutato la condanna in ergastolo il 30 novembre del 2006, divenendo il primo imputato del Tribunale Internazionale a essere condannato all'ergastolo.
Attualmente sta scontando la sua condanna in un carcere in Germania.